# ستايلز فرينش
ستايلز فرينش (بالإنجليزية: Stiles French)‏ هو مدرس أمريكي، ولد في 6 ديسمبر 1801، وتوفي في 9 مايو 1881.